# Live at Sin-é (Legacy Edition)
Live at Sin-é (Legacy Edition) uživo je album američkog glazbenika Jeffa Buckleya, koji izlazi u rujnu 2003.g. Album je proširena verzija Buckleyevog EP-a iz 1993. Live at Sin-é kojeg je objavila "Columbia Records". Materijal sadrži snimke s dva poslijepodnevna nastupa u klubu "Sin-é" i objavljuju se kao dvostruki CD (svaki koncert na jednom CD-u), plus bonus od deset minuta DVD sadržaja na kojemu se nalaze isječci Buckleyovog sola na gitari. Također sadrži rane verzije skladbi koje su kasnije dodane na album Grace, "Lover, You Should've Come Over", "Grace", Leonard Cohenov "Hallelujah" i "Unforgiven", kojoj je kasnije promijenjeno ime u "Last Goodbye". 

## Instrument
Jeff je koristio bijeli "Fender Telecaster". U svim skladbama je svirao na njemu i još je koristio efekt reverb za pročišćeni zvuk gitare i glasa.

## Popis pjesama

### Disk prvi
1. "Be Your Husband" (Andy Stroud) – 4:55
2. "Lover, You Should've Come Over" (Jeff Buckley) – 9:25
3. "Mojo Pin" (Buckley, Gary Lucas) – 5:37
4. Monolog - Duane Eddy, Songs for Lovers – 1:18
5. "Grace" (Buckley) – 6:49
6. Monolog - Reverb, The Doors – 1:40
7. "Strange Fruit" (Lewis Allan) – 7:43
8. "Night Flight" (John Paul Jones, Jimmy Page, Robert Plant) – 6:40
9. "If You Knew" (Nina Simone) – 4:28
10. Monolog - Fabulous Time for a Guinness – 0:40
11. "Unforgiven (Last Goodbye)" (Buckley) – 5:36
12. "Twelfth of Never" (Jerry Livingston, Paul Francis Webster) – 3:35
13. Monolog – Cafė Days – 0:15
14. Monolog – Eternal Life – 0:36
15. "Eternal Life" (Buckley) – 5:50
16. "Just Like a Woman" (Bob Dylan) – 7:26
17. Monolog - False Start, Apology, Miles Davis – 1:03
18. "Calling You" (Bob Telson) – 5:49

### Disk drugi
1. Monolog - Nusrat, He's My Elvis – 3:13
2. "Yeh Jo Halka Halka Saroor Hai" (Nusrat Fateh Ali Khan) – 6:09
3. Monolog - I'm a Ridiculous Person – 0:39
4. "If You See Her, Say Hello" (Dylan) – 8:18
5. Monolog - Matt Dillon, Hollies, Classic Rock Radio – 1:33
6. "Dink's Song" (John/Alan Lomax) – 11:14
7. Monolog - Musical Chairs – 1:09
8. "Drown in My Own Tears" (Henry Glover) – 4:11
9. Monolog - The Suckiest Water – 0:08
10. "The Way Young Lovers Do" (Van Morrison) – 10:06
11. Monolog - Walk Through Walls – 0:26
12. "Je n'en connais pas la fin" (Raymond Asso, Marguerite Monnot) – 5:02
13. "I Shall Be Released" (Dylan) – 5:20
14. "Sweet Thing" (Morrison) – 10:36
15. Monolog - Good Night Bill – 0:16
16. "Hallelujah" (Leonard Cohen) – 9:15

## Vanjske poveznice
- discogs.com - Jeff Buckley - Live at Siné (Legacy Edition)